# فجوة الإعجاب
فجوة الإعجاب هي الفجوة بين مدى اعتقاد أحد الأشخاص أن شخصًا آخر يحبه ومدى إعجابه به بالفعل. لقد وجدت الدراسات الحالية أن معظم الناس استخفوا بمدى إعجاب الآخرين بهم واستمتاعهم بشركتهم. هذا الاختلاف هو ما يسمى فجوة الإعجاب.